# Infantaria de linha
A infantaria de linha foi o tipo de infantaria que constituiu a base dos exércitos terrestres europeus de meados do século XVII a meados do século XIX. 

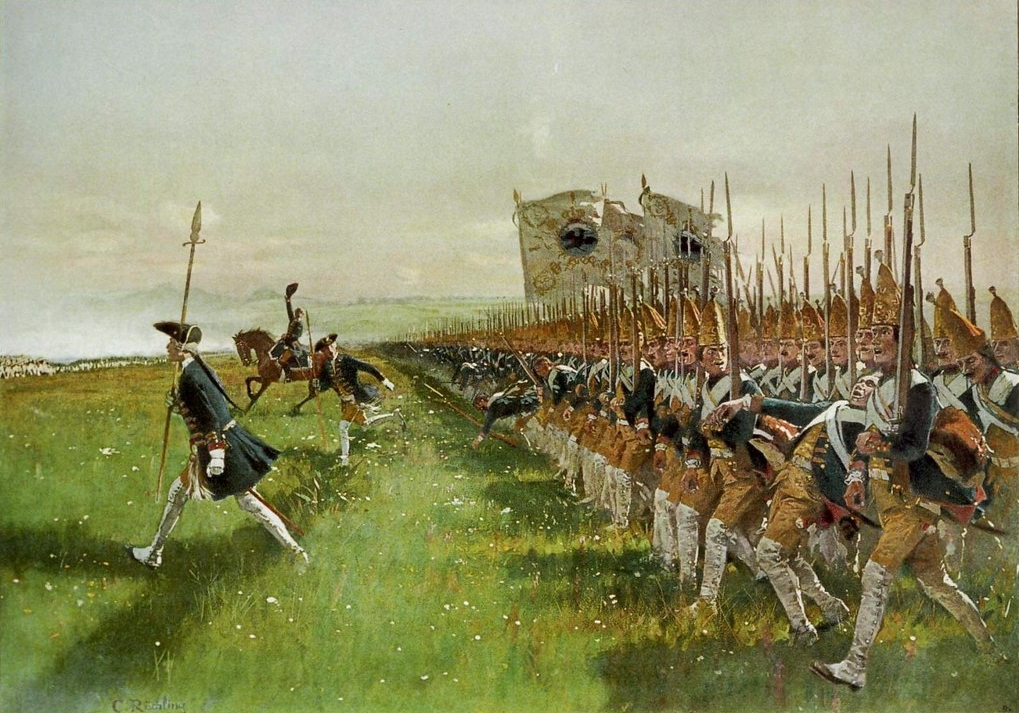
A infantaria de linha prussiana ataca na Batalha de Hohenfriedberg de 1745.

## Visão geral
Maurício de Orange e Gustavo Adolfo são geralmente considerados seus pioneiros, enquanto Turenne e Montecuccoli estão intimamente associados ao desenvolvimento pós-1648 de táticas de infantaria linear. Tanto para o treino de batalha quanto para o desfile, consistia em duas a quatro fileiras de soldados de infantaria posicionados lado a lado em um alinhamento rígido, maximizando assim o efeito de seu poder de fogo. Por extensão, o termo passou a ser aplicado aos regimentos regulares "de linha" em oposição à infantaria leve, escaramuçadores, milícia, pessoal de apoio, além de algumas outras categorias especiais de infantaria não focadas no combate pesado da linha de frente.

## No Brasil
O primeiro regimento de infantaria de linha implantado no Brasil, foi o "Regimento de Infantaria de Linha de Santa Catarina" em 1772, devido à reorganização do Exército. No mesmo ano, foi criado o "Regimento de Infantaria de Linha do Maranhão". O regimento de infantaria de linha de Santa Catarina, participou de ações na "Campanha do Sul" e na "Guerra contra Artigas". Os regimentos de infantaria de linha de Santa Catarina e do Maranhão foram extintos em 1822, sendo substituídos por outros "Corpos de Tropa".